# Woodland (condado de Aroostook)
Woodland es un pueblo ubicado en el condado de Aroostook en el estado estadounidense de Maine. En el Censo de 2010 tenía una población de 1.213 habitantes y una densidad poblacional de 13,29 personas por km².

## Geografía
Woodland se encuentra ubicado en las coordenadas 46°53′3″N 68°7′10″O / 46.88417, -68.11944. Según la Oficina del Censo de los Estados Unidos, Woodland tiene una superficie total de 91.29 km², de la cual 91.29 km² corresponden a tierra firme y (0%) 0 km² es agua.

## Demografía
Según el censo de 2010, había 1.213 personas residiendo en Woodland. La densidad de población era de 13,29 hab./km². De los 1.213 habitantes, Woodland estaba compuesto por el 97.61% blancos, el 0.33% eran afroamericanos, el 0.58% eran amerindios, el 0% eran asiáticos, el 0% eran isleños del Pacífico, el 0% eran de otras razas y el 1.48% pertenecían a dos o más razas. Del total de la población el 0.66% eran hispanos o latinos de cualquier raza.